# Breaking All the Rules (singolo She Moves)
Breaking All the Rules è il singolo di debutto del girl group statunitense She Moves, pubblicato il 4 novembre 1997 su etichetta discografica Geffen Records come primo estratto dall'album omonimo.
Il brano è stato scritto e composto da Christian Berman, Frank Berman, Jeff Coplan, Matt Dexter e prodotto dai Berman Brothers con Peter Amato e Jeff Coplan.

## Tracce
CD singolo
1. Breaking All the Rules – 3:30
2. Breaking All the Rules (Radio Mix) – 3:41
3. Breaking All the Rules (Bass Rules Mix) – 3:32
4. Breaking All the Rules (Berman Brothers Dance Mix) – 3:38

CD maxi
1. Breaking All the Rules – 3:28
2. Breaking All the Rules (Radio Mix) – 3:41
3. Breaking All the Rules (Bass Rules Mix) – 3:30
4. Breaking All the Rules (Berman Brothers Dance Mix) – 3:38
5. Breaking All the Rules (Soul Solution Radio Mix) – 3:19
6. Breaking All the Rules (Soul Solution Club Mix) – 7:17
7. Breaking All the Rules (Soul Solution Dub Mix) – 5:48

## Classifiche
| Classifica (2019) | Posizione massima |
| ----------------- | ----------------- |
| Paesi Bassi       | 41                |
| Svezia            | 11                |
| Stati Uniti       | 32                |